# Charles Forsyth
Charles Forsyth (10 januari 1885 - 24 februari 1951) was een Brits waterpolospeler.
Charles Forsyth nam als waterpoloër eenmaal deel aan de Olympische Spelen; in 1908. In 1908 maakte hij deel uit van het britse team dat het goud wist te veroveren.
George Cornet · 
Charles Forsyth · 
George Nevinson · 
Paul Radmilovic · 
Charles Sydney Smith (G) ·
Thomas Thould · 
George Wilkinson